# Cristina Cassar Scalia

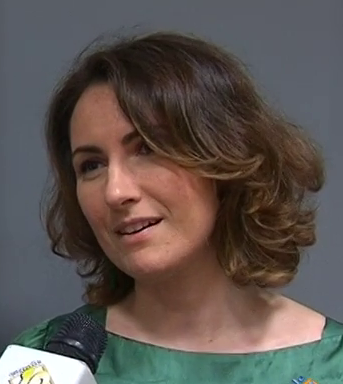
Cristina Cassar Scalia in einem Interview anlässlich des Literaturpreises „Terra d’Agavi“ in Gela, 2016

Cristina Cassar Scalia (* 25. Mai 1977 in Modica oder Noto) ist eine italienische Schriftstellerin und Augenärztin aus Sizilien.

## Leben
Cristina Cassar Scalia wurde 1977 geboren und wuchs in einer Ärztefamilie in Noto in der Provinz Syrakus auf. Während des Gymnasiums gewann sie einen Literaturpreis von Mondadori, für den sie einen von Gina Lagorio bereitgestellten Anfang einer Erzählung eigenständig fortsetzte. Sie studierte Medizin an der Universität Catania und wurde Fachärztin für Ophthalmologie. Heute lebt und arbeitet sie in Catania als Augenärztin.
In den Jahren 2014 und 2015 veröffentlichte sie zwei Liebesromane bei Sperling & Kupfer. Ihren nationalen Durchbruch hatte sie aber erst 2018 mit dem bei Einaudi erschienenen Kriminalroman Sabbia nera („Schwarzer Sand“), für den sie 2019 mit dem Literaturpreis Racalmare Leonardo Sciascia ausgezeichnet wurde. Die Geschichte um die Polizeioberrätin Giovanna „Vanina“ Guarrasi, die in Catania ermittelt und oft mit Andrea Camilleris Kommissar Montalbano verglichen wurde, war ein durchschlagender Publikumserfolg und Cassar Scalia erweiterte sie zu einer bis dato nicht abgeschlossenen Serie. 2024 wurden vier Romane für die auf Canale 5 ausgestrahlte Fernsehserie Vanina – Un vicequestore a Catania verfilmt. Die Rolle der Giovanna Guarrasi übernahm dabei die ehemalige Miss Italien Giusy Buscemi. Seit 2021 sind im Münchner Limes Verlag die ersten drei Bücher der Serie in deutscher Übersetzung erschienen. Auf Krimi-Couch.de haben sie eine Leserwertung von 86 % (Schwarzer Sand), 57 % (Tödliche Klippen) und 42 % (Finsteres Meer).
Am 8. Februar 2023 verlieh der italienische Präsident Sergio Mattarella Cassar Scalia den Ritterorden des Verdienstordens der Italienischen Republik.

## Werke
- La seconda estate, 2014
- Le stanze dello scirocco, 2015
- Tre passi per un delitto, 2020 (mit Giancarlo De Cataldo und Maurizio de Giovanni)
- Delitto di benvenuto. Un'indagine di Scipione Macchiavelli, 2025

### Giovanna Guarrasi-Kriminalromane
- Sabbia nera, 2018 
  - Schwarzer Sand. Aus dem Italienischen von Christiane Winkler. Limes, München 2021, ISBN 978-3-8090-2719-5.
- La logica della lampara, 2019
  - Tödliche Klippen. Aus dem Italienischen von Christiane Winkler. Limes, München 2022, ISBN 978-3-8090-2751-5.
- La salita dei Saponari, 2020
  - Finsteres Meer. Aus dem italienischen von Christiane Winkler. Limes, München 2023, ISBN 978-3-8090-2761-4.
- Filinona di fine estate, 2020
- L’uomo del porto, 2021
- Il talento del cappellano, 2021
- La carrozza della Santa, 2022
- Il re del gelato, 2023
- La banda dei carusi, 2023
- Il castagno dei cento cavalli, 2024